# Садлер, Уолтер Денди
Уо́лтер Де́нди Са́длер (англ. Walter Dendy Sadler, 12 мая 1854, Доркинг, Суррей, Великобритания — 13 ноября 1923, Хэмингфорд Грей, Хантингдоншир, Великобритания) — английский художник викторианской эпохи, специализировавшийся на бытовых и характерных, часто комических сценках из XVIII века.

## Биография
Детство и юность Садлера прошли в Хоршэме. Уже в раннем возрасте он демонстрировал склонность к живописи, а в 16 лет решил, что он станет художником, и два года посещал Школу искусств Хэзерли (англ. Heatherley's School of Art) в Лондоне. Затем он продолжил обучение в Дюссельдорфе, у Вильгельма Симмера. Постепенно выработалась индивидуальная, насмешливо-реалистическая манера Садлера. С 1872 года отдельные его картины начали выставляться в различных галереях. В 1895 году — первая выставка работ Садлера (галерея Левефр).
С 1877 по 1895 год жил в Лондоне, потом переехал в Хэмингфорд Грей, где и умер.

## Картины

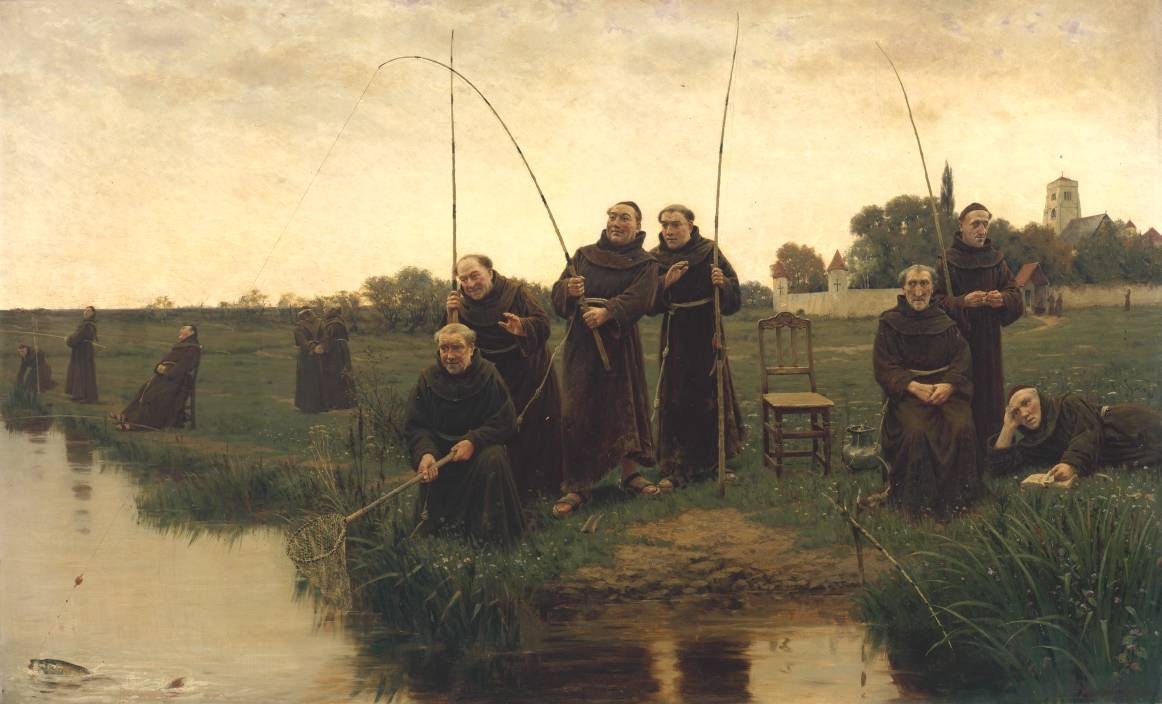
Четверг (1880). Холст, масло

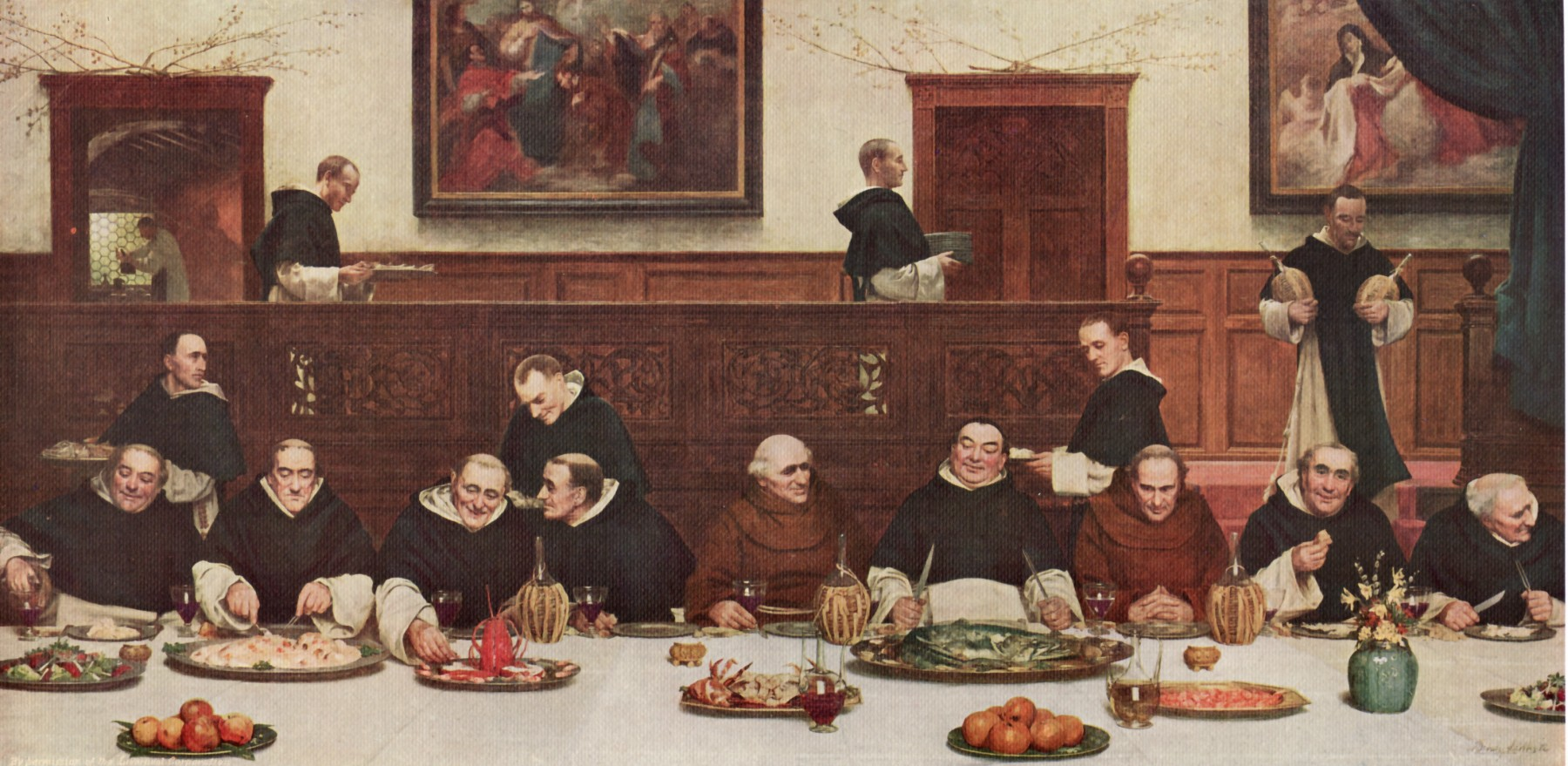
Пятница (1883). Холст, масло

Наиболее известные работы Садлера — картины из монашеской жизни: «Четверг» (англ. Thursday) и «Пятница» (англ. Friday). Картины задумывались художником как пара и должны были по его замыслу располагаться рядом, однако выставлены в настоящее время в разных городах.
Картина «Четверг» — другие названия: «Тихо, брат, тихо» (англ. Steady Brother, Steady), «Завтра будет пятница», — написанная в 1880 году, изображает группу монахов-францисканцев, азартно удящих рыбу к завтрашнему постному дню. Находится в Галерее Тейт в Лондоне. Согласно путеводителю по галерее 1897 года, «Четверг» был среди трёх картин, положивших начало коллекции сэра Генри Тейта.
На картине «Пятница», написанной в 1883 году, изображен обед в доминиканском монастыре, где хозяева «угощают» двух францисканских монахов. Хотя здесь нет персонажей из «Четверга», на столе перед монахами рыба. Полотно выставлено в Галерее Уокера в Ливерпуле, являясь одной из самых популярных работ в коллекции.
Также известны картины Садлера «В конторе поверенного» (англ. In the Solicitor`s Office), «На пятьдесят лет» (1894, англ. For Fifty Years), «Предложение» (1895, англ. An Offer of Marriage), и другие.